# Klaus Buckup
Klaus Buckup (* 26. Juli 1945 in Erlangen; † 17. August 2010 in Bochum) war ein deutscher Orthopäde und Unfallchirurg.

## Leben und Wirken
Klaus Buckup studierte Medizin an der Westfälischen Wilhelms-Universität in Münster. 1976 wurde er approbiert und 1978 an der Universität Münster promoviert. Seine Assistenzarztzeit absolvierte er am Martin-Luther-Krankenhaus in Bochum. Er schloss die Weiterbildung zum Facharzt für Orthopädie und Unfallchirurgie ab und erwarb die Subspezialisierungen „Spezielle orthopädische Chirurgie“ und „Kinderorthopädie“. 1981/1982 war Klaus Buckup Stipendiat der Arbeitsgemeinschaft für Osteosynthese. Er arbeitete in diesem Zusammenhang in Basel, in Bern und bei Robert B. Salter am Sick Children Hospital in Toronto.
Im Team von Dietrich Tönnies begleitete er die Entwicklung der 3-fachen Beckenosteotomie zur Behandlung der Hüftdysplasie. Dabei sammelte er umfassende Erfahrungen auf diesem Gebiet sowohl bei Patienten im Kleinkindes- als auch im Erwachsenenalter.
Bis zu seinem Tode war Buckup leitender Oberarzt der Orthopädischen Klinik am Klinikum Dortmund unter Bernd-Dietrich Katthagen. Besondere Schwerpunkte waren die Hüft- und Kniechirurgie.
Er publizierte vielfach zu operativen Eingriffen am Knie- und Hüftgelenk. Neben seiner umfangreichen nationalen und internationalen Vortragstätigkeit zu hüft- und kniechirurgischen Eingriffen, leitete Buckup seit vielen Jahren Seminare zu klinischen Untersuchungsstandards und zu operativen Indikationen von Krankheitsbildern des Hüft- und Kniegelenkes. Darüber hinaus war er Gutachter zu Haftpflichtfragen, zu Mitbeurteilungen von OP-Standards und -Indikationen.
Berufspolitisch engagierte sich Klaus Buckup über viele Jahre in der Ärztekammer Westfalen-Lippe und arbeitete dort in verschiedenen Ausschüssen mit. Er gehörte dem Arbeitskreis für Qualitätssicherung im Gesundheitswesen Nordrhein-Westfalen an, war Mitglied in verschiedenen Fachgesellschaften und seit August 1978 aktiv im Marburger Bund tätig.
Klaus Buckup starb im August 2010 im Alter von 65 Jahren in Bochum.

## Schriften
- mit A. Bernau: Röntgenuntersuchung und Arthrographie des Hüftgelenkes im Säuglings- und Kleinkindalter. In: W. Konermann, G. Gruber, C. Tschauner (Hrsg.): Die Hüftreifestörung. Steinkopff, Darmstadt 1999.
- Die Neue Rheuma Therapie - Ursache, Entstehung und Behandlung von rheumatischen Erkrankungen. Wilhelm Heyne Verlag, München 1989.
- Kinderorthopädie. Thieme, Stuttgart 2001.
- als Hrsg.: Die unikondyläre Schlittenprothese: Pro & Contra. Steinkopff, Darmstadt 2005.
- Grundzüge der Operationstechnik - Postoperatives Management. In: Die unikondyläre Schlittenprothese: Pro & Contra. Steinkopff, Darmstadt 2005.
- Minimally Invasive Implantation of a Unicondylar Knee System. Operative Orthopädie und Traumatologie, 18 (2006), S. 135–154.
- Orthopädische Differenzialdiagnosen und häufige Krankheitsbilder. In: N. Wagner, G. Dannecker (Hrsg.): Pädiatrische Rheumatologie. Springer, Heidelberg 2007.
- Klinische Tests an Knochen, Gelenken und Muskeln - Untersuchungen, Zeichen, Phänomene. Thieme, Stuttgart 2009.
- mit K. Kalchschmidt: Die 3-fache Beckenosteotomie bei Dysplasiecoxarthrose und Beckenringfraktur rechts. In: R.-P. Meyer, A. Gächter,F. Hefti, U. Kappeler (Hrsg.): Orthopädisch-traumatologische Knacknüsse. Springer, Heidelberg 2007.
- mit L. C. Linke: Navigated Unicompartmental Knee-Replacement - Genesis-Accuris-System. In: J. B. Stiehl, W. H. Konermann, R. G. Haaker, A. M. DiGioia (Hrsg.): Navigation and MIS in Orthopedic Surgery. Springer, Heidelberg 2007.
- mit L. C. Linke und V. Hahne: Minimally invasive implantation and computer navigation for a unicondylar knee system. Orthopedics, 30 (2007), S. 66–69.
- mit P. Roth (Hrsg.): Ambulantes Operieren in Orthopädie und Unfallchirurgie. Thieme, Stuttgart 1998.
- mit K. Kalchschmidt: Die Operative Behandlung der Hüftdysplasie - Dreifachbeckenosteotomie nach Tönnis/Kalchschmidt. In: R.-P. Meyer, A. Gächter, U. Kappeler (Hrsg.): Hüftchirurgie in der Praxis. Springer, Heidelberg 2005.
- mit B.-D. Katthagen: Hauptsache Gesundheit, Welche Zukunft hat die Medizin? Steinkopff, Darmstadt 1999.
- mit B.-D. Katthagen: Klinische Untersuchung. In: C. Tschauner (Hrsg.): Becken, Hüfte. Thieme, Stuttgart 2004.

## Auszeichnungen
Die Monografie „Klinische Tests an Knochen, Gelenken und Muskeln“ wurde im Mai 2010 in ihrer 4. deutschen Auflage mit dem Carl-Rabl-Preis für die herausragendste Monografie 2009/2010 ausgezeichnet. Die 2. englische Auflage erschien 2008. Das Buch wurde noch in sechs weitere Sprachen übersetzt.